# Calogero Peri
Calogero Peri OFM Cap. (ur. 16 czerwca 1953 w Salemi) – włoski duchowny katolicki, biskup Caltagirone od 2010.

## Życiorys
Święcenia kapłańskie otrzymał 9 grudnia 1978 w zakonie kapucynów. Pracował głównie w konwencie zakonnym w Palermo oraz na miejscowym Papieskim Wydziale Teologicznym. W latach 1989–1995 był przełożonym klasztoru, zaś w kolejnych latach był prowincjałem i zastępcą mistrza nowicjatu. W 2004 ponownie wybrano go na prowincjała, zaś od 2009 był wicerektorem Wydziału Teologicznego.
30 stycznia 2010 papież Benedykt XVI mianował go ordynariuszem diecezji Caltagirone. Sakry biskupiej udzielił mu 20 marca 2010 arcybiskup Palermo - kard. Paolo Romeo.